# Aleksiej Dienisienko (taekwondo)
Aleksiej Aleksiejewicz Dienisienko, ros. Алексе́й Алексе́евич Денисе́нко (ur. 30 sierpnia 1993 w Batajsku) – rosyjski zawodnik taekwondo, brązowy medalista letnich igrzysk olimpijskich z Londynu w kategorii do 58 kg. Na igrzyskach w Rio de Janeiro zdobył srebrny medal przegrywając w finale z Ahmadem Abughaush z Jordanii.